# Andaman Settentrionale
Andaman Settentrionale è un'isola dell'Oceano Indiano. È la più grande isola in termini di superficie dell'arcipelago delle isole Andamane, di cui è l'isola più settentrionale.
Si estende su una superficie di 2.781 km². Possiede la cima più elevata dell'arcipelago è Saddle Peak a 738 metri sul livello del mare. Soffre regolarmente di terremoti, ed ha subito lo tsunami del 26 dicembre 2004.
Il centro abitato principale è Diglipur. A 6 km da Diglipur si trova il porticciolo di Durgapur, collegato a Port Blair da un regolare servizio di traghetti.